# Saint-Ciers-sur-Bonnieure
Saint-Ciers-sur-Bonnieure é uma comuna francesa na região administrativa da Nova Aquitânia, no departamento de Charente. Estende-se por uma área de 10,44 km². Em 2010 a comuna tinha 347 habitantes (densidade: 33,2 hab./km²).